# 카스텔산니콜로
카스텔산니콜로 (Castel San Niccolò) 이탈리아 토스카나주의 아레초도에 위치한 코무네다. 피렌체에서 동쪽 약 22 킬로미터 (14 mi), 아레초에서 북서쪽 약 45 킬로미터 (28 mi) 거리에 있다. 중심지는 스트라다인카센티노 (Strada in Casentino)이며, 카스텔산니콜로의 이름이 유래한, 구이디 백작의 성이 내려다보고 있다.
카스텔프란코피안디스코, 로로추펜나, 몬테미냐이오, 오르티냐노라졸로, 포피, 프라토베키오스티아, 레젤로. 등과 경계를 맞대고 있다.

## 자매 도시
- 프랑스 페고마